# Muhanna bin Sultan
Muhanna bin Sultan (arabe : مهنا بن سلطان) (mort en 1720) fut l'un des Imams rivaux au début des guerres civiles à Oman, durant les dernières années de la dynastie Yarubides. Il exerça brièvement le pouvoir de 1719 à 1720 avant d'être déposé et assassiné.

## Contexte historique

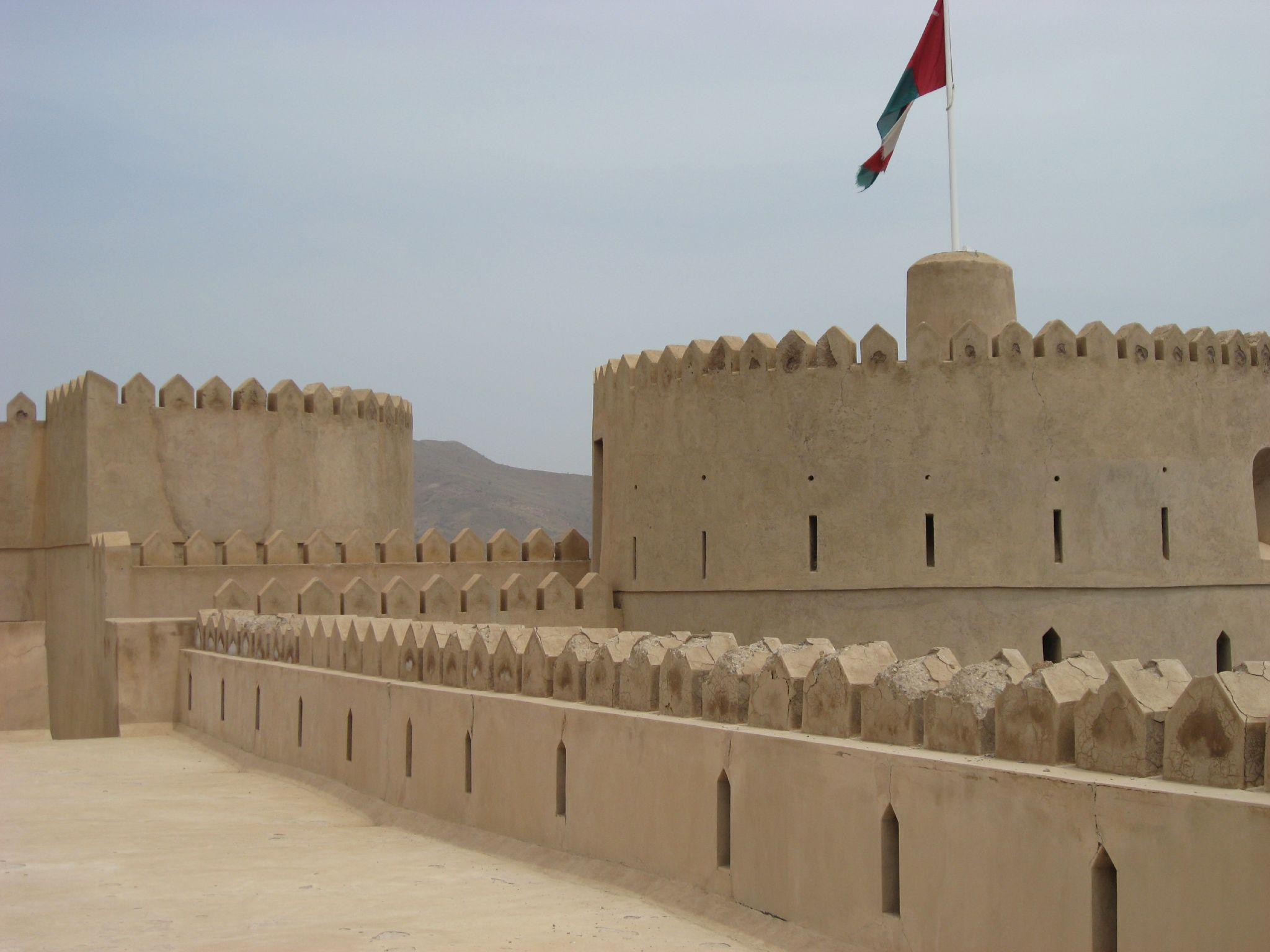
Fort Rustaq

Muhanna bin Sultan était le frère cadet du grand Imam Saif bin Sultan (vers 1692–1711) et l’arrière-oncle de Saif bin Sultan II, fils aîné de Sultan bin Saif II (vers 1711–1718). Saif bin Sultan II avait douze ans lorsque son père est mort en 1718. En théorie, l’office d’Imam devait être élu, mais dans la pratique, il était hérité depuis de nombreuses années par des membres de la famille Ya'aruba. Saif bin Sultan II était donc considéré comme le successeur naturel de son père. Cependant, certains soutenaient la nomination de Muhanna comme régent durant la minorité de Saif.
Une assemblée de cheikhs et d’autres notables fut convoquée à Rustaq, où le cadi Adey bin Suliman fut convaincu de proclamer Saif bin Sultan II comme Imam, bien que de manière réticente,. Bien que Saif fût populaire parmi la population, les oulémas considéraient qu’il était trop jeune pour occuper cette fonction et préféraient Muhanna comme Imam. Muhanna était bien qualifié, étant érudit, sage et prudent dans ses décisions.

## Règne
Il semble que Muhanna bin Sultan ait été élu Imam par les oulémas en mai 1719 dans la citadelle de Nizwa. Les oulémas n'avaient cependant pas obtenu au préalable le consensus tribal, comme il était de coutume de le faire. Vers la fin de l'année 1719, les partisans de Muhanna l'ont fait entrer clandestinement dans le château de Rustaq, où il a été reconnu comme Imam. Muhanna s'est révélé être un dirigeant prudent, veillant à consulter les leaders religieux pour toute décision importante. Il a aboli les taxes portuaires à Mascate, ce qui a fait doubler le commerce et prospérer l'économie. En 1720, une escadre de navires de Mascate a vaincu une escadre de transports portugais en route pour embarquer des troupes perses, dans le cadre d'une tentative de reconquête des îles du golfe Persique contrôlées par les Arabes de Mascate.

## Déposition et décès
Cependant, le public favorisait toujours Saif bin Sultan II et était incité par Ya'Arab bin Bel'Arab, son cousin. Ya'Arab leva des troupes et marcha sur Mascate, qu'il captura. Il se dirigea ensuite vers Rustaq. À mesure qu'il avançait, les partisans de Muhanna le désertèrent. Muhanna tenta de trouver refuge dans le fort de Rustaq. On lui offrit protection s'il acceptait de partir. Lorsqu'il accepta, il fut capturé, jeté en prison, puis assassiné. Il mourut vers la fin de l'année 1720. Cela marqua le début d'une période de violentes hostilités tribales. Ya'Arab bin Bel'Arab réinstalla Saif bin Sultan II et se déclara régent pendant la minorité de son cousin. En mai 1722, Ya'Arab franchit une étape supplémentaire et se proclama Imam.